# Kanał Palemona
Kanał Palemona (niem. Grosser Wassergang) – ciek w północnej Polsce w Dolinie Dolnej Wisły.
- długość: 22 km
- powierzchnia zlewni: 158,3 km²
- główne dopływy:
  - kanał Olszański
  - kanał Jajło

Największy dopływ rzeki Liwy odwadniający część Doliny Dolnej Wisły, zwaną Kwidzyńską Doliną Wisły w jej południowej części. Pomimo faktu, iż kanał jest tworem antropogenicznym, prawdopodobnie jego bieg powiela w znacznej części znaną już ze średniowiecza odnogę Wisły, zwaną Stary Nogat. Nazwa stworzona przez powojenną Komisję Ustalania Nazw Miejscowych KUNM. Nieznana jest geneza nazwy (istnieją teorie o inspiracji litewskim bohaterem narodowym Palemonem lub bajką Jana Brzechwy o piracie Palemonie).